# Nimfea pilosa
La nimfea pilosa, nimfea pubescent o lotus pilós (Nymphaea pubescens) és una planta del gènere de les nimfees.

## Distribució i hàbitat

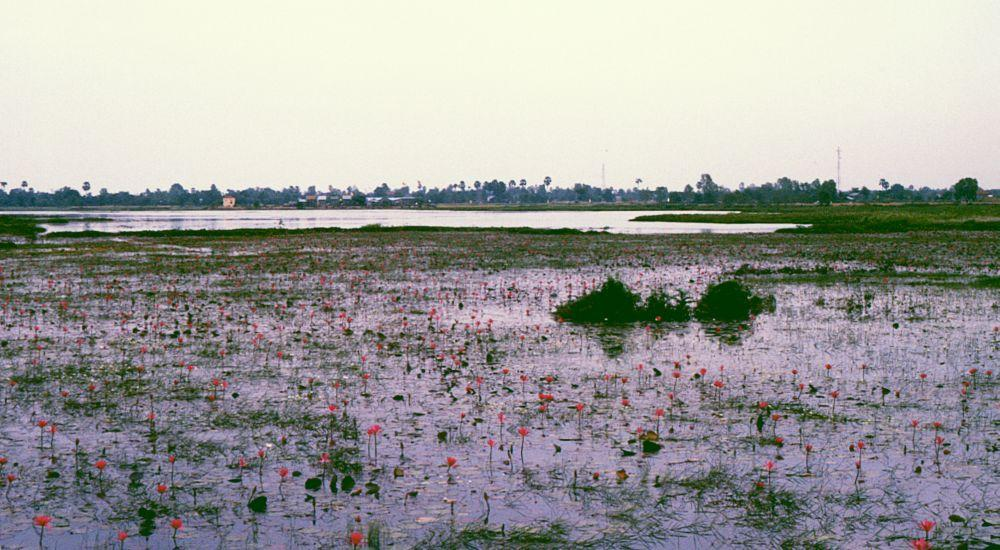
Estany amb nimfees piloses a Cambodja

Aquesta planta és comuna a totes les zones temperades i tropicals d'Àsia:
Bangladesh, Índia, el Pakistan, Sri Lanka, Yunnan, Taiwan, Filipines, Cambodja, Laos, Myanmar, Tailàndia, Vietnam,
Indonèsia i Malàisia.
També es troba a Austràlia i a Papua Nova Guinea.
Es pot trobar tant en estat silvestre com cultivat en aquestes zones. Creix normalment en depressions humides i fangoses, llacs poc profunds i séquies amb aigua neutra i no gaire freda: no suporta temperatures inferiors als 15 °C.

## Morfologia

Escut de Bangladesh

És una planta aquàtica perenne. Les arrels del lotus pilós tenen múltiples rizomes perquè les plantes del lotus es puguin amarrar fermament al fang del fons de l'estany o séquia.
Les fulles són flotants o es troben a l'extrem d'una tija que s'eleva uns pocs centímetres per damunt de l'aigua. Les fulles submergides tenen forma de cor i estan cobertes d'una pilositat, així com les tiges, fet que ha donat el seu nom, "pubescens" o pilosa, a la planta. Les fulles flotants són llises per sobre i poden ser de color púrpura en les varietats vermelles.
La flor és gran com totes les flors de les nimfees. Pot fer fins a uns 17 cm de diàmetre completament oberta i té una coloració que va del blanc al malva. Creix en tiges que s'eleven damunt de la superfície. La flor es tanca durant el dia i s'obre totalment durant la nit.
La inflorescència de la varietat blanca d'aquesta nimfea és la flor nacional de Bangladesh i es troba representada gràficament a l'escut d'aquest estat.

## Noms i variants

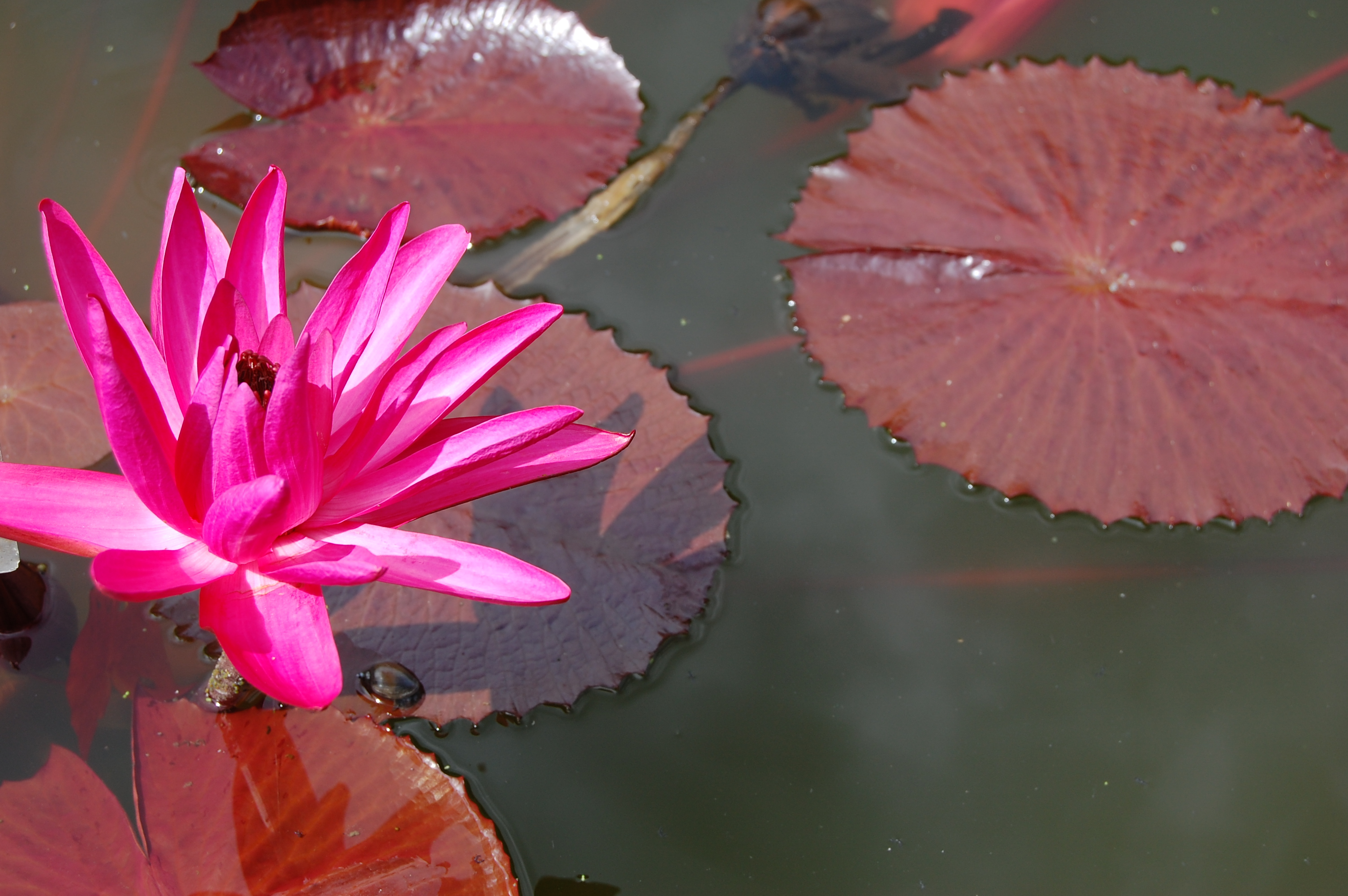
La variant vermella

La nimfea pilosa es coneix com a shapla en bengalí, com a kokaa en hindi i kumuda en sànscrit.
En l'àmbit dels noms científics, aquesta espècie de lotus o nimfea es coneix amb molts sinònims diferents. La nimfea pilosa, a part de tindre molts híbrids nurals, ha donat lloc a un gran nombre de varietats desenvolupades artificialment. Aquesta planta també s'ha considerat com una subespècie o varietat de Nymphaea lotus.
La varietat més coneguda n'és l'anomenada Nymphaea rubra, no reconeguda com a espècie separada. Aquest nom es refereix a la variant de color fúcsia o rosa intens que sovint es coneix popularment amb el nom de lotus vermell o nimfea vermella.